# Linksys WRT54G

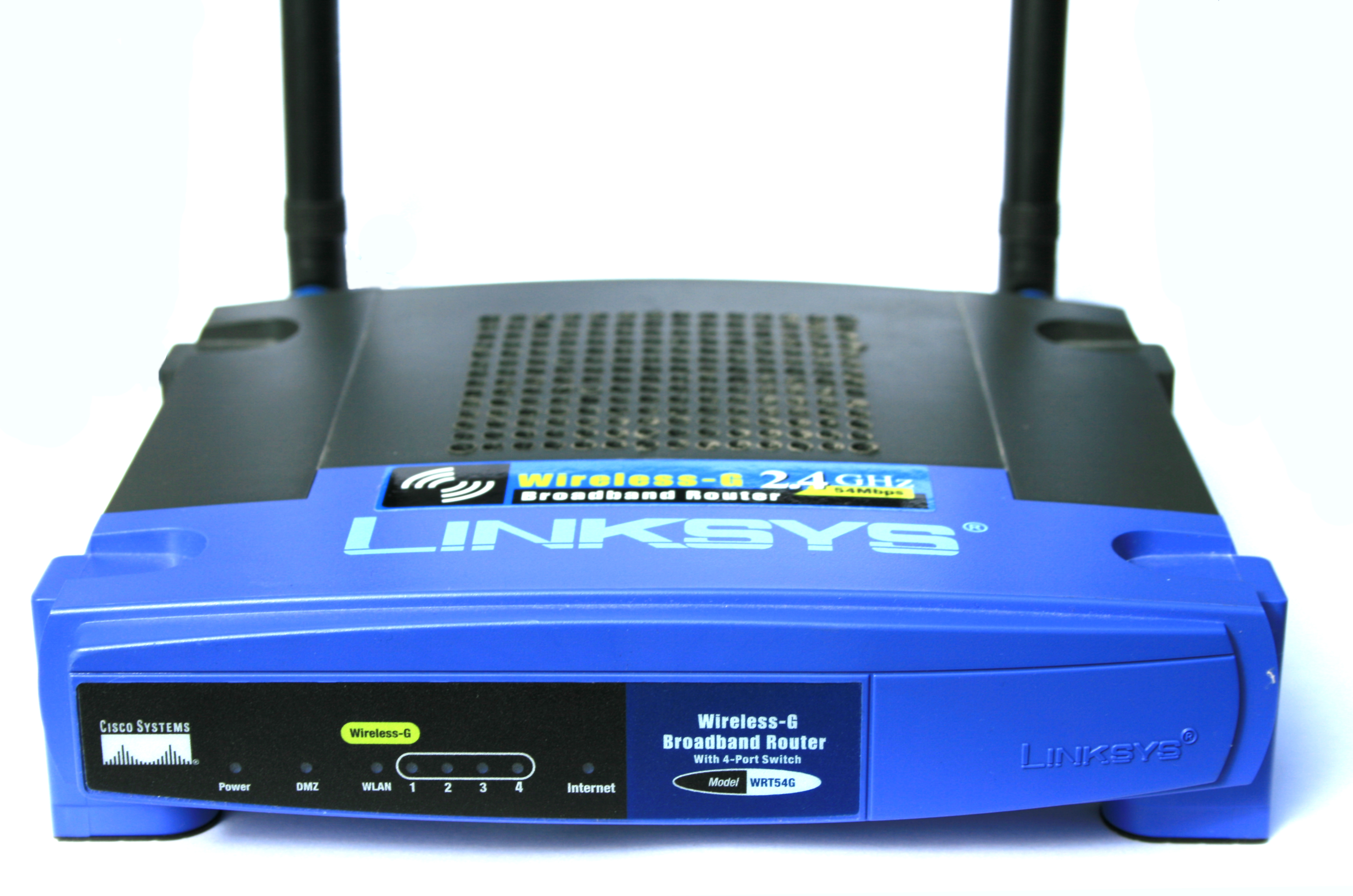
Linksys WRT54G version 3.1

WRT54G, WRT54GS, WRT54GL și WRTSL54GS sunt membrii unei serii foarte populare de rutere fără fir (engleză: wireless routers) produse de compania americană Linksys, care în 2008 a fost cumpărată de compania americană Cisco. Modelul inițial WRT54G a fost lansat în 2003, cu firmware pe baza sistemului de operare (SO) Linux. Începând din 2005 aparatele WRT54G produse funcționează pe baza SO VxWorks. Pentru a oferi suport pentru firmware bazat pe Linux, Linksys și-a redenumit ruterele de tip inițial, cu Linux, din WRT54G în WRT54GL.
Aceste rutere se pretează partajării abonamentului de Internet în rețele mici (pentru casă sau mici companii).

## Componența hardware
Din punct de vedere tehnic aceste echipamente conțin:
- ruterul propriu-zis, echipat cu un port Ethernet (1 x RJ45) pentru conectarea la WAN (de obicei Internet)
- "punct de acces" cu 2 antene (detașabile); suportă standardele B (802.11b) și G (802.11g); se poate folosi pentru conectarea fără fir a unui mare număr de utilizatori-clienți;
- și un comutator (switch) cu 4 porturi (4 x RJ45), Ethernet, full duplex, 10/100 Mbps, suport MDI/MDI-X, pentru conectarea prin cabluri a maximum 4 calculatoare-client.

De-a lungul timpului producătorul a lansat mai multe versiuni pentru aceste rutere, modificând tipul și frecvența procesorului, dimensiunea memoriei flash și a memoriei RAM, și chiar sistemul de operare (SO). În memoria RAM rulează procesele în timpul funcționării, iar firmwareul este plasat în memoria flash. Tot în memoria flash sunt memorate și setările utilizatorului.

## Firmware
Inițial toate modelele din seria WRT aveau firmware bazat pe Linux. Ulterior producatorul a echipat routerele cu firmware bazat pe VxWorks, păstrand modelul WRT54GL cu firmware Linux.
Actualizarea sau schimbarea firmwareului se face din pagina web a routerului.

## Configurare
Configurarea ruterelor se face local cu ajutorul unui browser (navigator) care rulează pe un calculator-client conectat direct la ruter, fără nevoie de acces la Internet. Folosind navigatorul (de exemplu Internet Explorer) se introduce adresa IP a ruterului, accesul la acesta fiind permis doar după autentificarea cu username și parolă. În cazul în care s-a uitat parola sau când funcționarea este defectuoasă ruterul poate fi resetat (revine la setările inițiale, din fabrică) prin apăsarea butonului de "Reset".
Câteva din setările cele mai uzuale (existente la majoritatea ruterelor din această clasă):
- Tipul conexiunii internet: Static IP, DHCP, PPPoE
- Clona adresei MAC (Media Access Control)
- Filtrarea adreselor MAC
- "Zona demilitarizată"
- "Port Forwarding"

## Firmware modificat
Firmwareul fiind bazat pe Linux a permis ca terțe părți să dezvolte variante modificate, de exemplu: OpenWrt, DD-WRT, Sveasoft, Tomato. Dezvoltatorii variantelor modificate de firmware prescriu anumite proceduri pentru implementarea acestora și totodată specifică liste de compatibilități cu modelele de rutere existente. Folosirea unei versiuni neacceptate de dezvoltator conduce la nefuncționarea routerului.
Utilizarea unui firmware modificat se face pe propria răspundere a utilizatorului, în sensul că în acest caz se pierd garanția precum și dreptul la sprijin / suport din partea producătorului în caz de funcționare defectuoasă.

## Setări implicite
- Adresa IP:46.108.102.94
- Username: rămâne necompletat
- Parolă: admin